# Sitio de Barcelona (1465)
El sitio de Barcelona de 1465 fue uno de los combates desarrollado durante la Guerra Civil Catalana.

## Antecedentes
Juan de Beaumont se fue distanciando progresivamente de Pedro de Portugal a causa de la detención, y en ciertos casos tortura, de algunos dirigentes revolucionarios, entre los que se encontraba el abad de Montserrat Antoni Pere Ferrer, su sobrino Joan Pere Ferrer, el antiguo capitán de la Bandera de Barcelona Joan Bernat de Roses y el noble Francesc de Pinós acusados de haber participado en una conspiración contra él, y es posible que Juan de Beaumont temiese por su propia seguridad. 
El Tratado de Pamplona del 9 de junio de 1464 entre Juan II y Enrique IV de Castilla que suponía la pacificación de Navarra y la retirada definitiva del apoyo del rey castellano a los rebeldes catalanes, así que cambió de bando y puso a Villafranca del Panadés en manos realistas el 25 de agosto. La noticia causó una enorme conmoción en el bando rebelde por la significación del personaje, el jefe del partido beamontés que luchaba contra Juan II en la Guerra Civil de Navarra y había sido el lugarteniente de Enrique IV de Castilla cuando éste asumió la soberanía del Principado de Cataluña, y por la posición estratégica de Villafranca. El conde de Barcelona, Pedro de Portugal, lo tildó de «traidor, ladrón y dar falso testimonio», mientras que Juan II se reconcilió con él y firmó el Tratado de Tarragona del 22 de noviembre, que conseguía la paz con los beamonteses y ponía fin a la guerra civil navarra. El 6 de julio de 1464 cinco galeras, una galeota y un bergantín comandados por Jaime Carrós y Manrique desde Mallorca bombardearon Barcelona en nombre de Juan II, siendo rechazados por el fuego de las fustas del litoral.
En respuesta a la derrota de Calaf, el 7 de junio de 1465, Pedro (ahora intitulado como Pedro IV, rey de Cataluña) tomó La Bisbal, punto estratégico de las comunicaciones entre Gerona y la costa, defendido por el obispo de Gerona Juan Margarit y Pau y Pere avanzaba en el norte, tomando Camprodón, Bagá y Olot con las tropas de Juan II estancadas en el asedio de Ulldecona, el 5 de julio de 1465 un grupo de grandes nobles castellanos depuso la efigie a Enrique IV de Castilla y proclamó rey en su lugar a su hermanastro el infante Alfonso. La situación degeneró en una guerra civil que duró hasta la muerte de Alfonso en 1468 y la sumisión de su hermana Isabel a la autoridad de Enrique IV. Por el momento, la Lliga del Bé Públic desafió al poder de Carlos VII de Francia durante nueve meses en 1465, dejando a Pedro de Portugal sin el apoyo militar castellano y francés.

## El asedio
El 11 de julio de 1465 llegaron a Barcelona una flota de cuatro naves, cuatro galeras y una galeota comandada por Juan Ramón Folch III de Cardona y Enrique II de Ampurias que querían evitar la llegada de una flotilla portuguesa de dos naos y una carabela con refuerzos para el conde de Barcelona, Pedro de Portugal, pero al día siguiente se dirigieron a Palamós, donde estaba Pedro acosando La Bisbal, al creer que allí se dirigirían los portugueses, que pudieron desembarcar en Barcelona el 12 de julio.
El 22 de julio, unos 300 realistas desembarcaron en Mataró donde fueron rechazados por los remensas en las cercanías de Caldes perdiendo 200 hombres y algunas naves, teniendo que huir.

## Consecuencias
Igualada cayó el 17 de julio, y Cervera el 14 de agosto Como consecuencia de las derrotas y de la crisis económica y financiera que sufría Barcelona, las discrepancias entre Pedro de Portugal y las instituciones catalanas con la Generalitat al frente fueron acentuándose, especialmente cuando se intentó llevar a cabo una reorganización militar poniendo portugueses en los puestos clave a principios de 1466, mientras que Pedro fracasaba de nuevo en la búsqueda del apoyo de algún soberano europeo. La Generalitat se negó a pagar los sueldos de estos capitanes portugueses. La situación se agravó cuando en marzo Pedro cayó enfermo y a partir del 29 de mayo de 1466 ya no pudo abandonar la cama. Pedro murió el 29 de junio en Granollers. Finalizado el saqueo de Amposta el 21 de junio de 1466 el 15 de julio se rindió Tortosa, de manera que todo el sur de Cataluña pasó a poder real. Los generosos términos de la capitulación fueron similares a los impuestos en Lérida.